# Chicago Beau
Chicago Beau, eigentlich Lincoln T. Beauchamp junior (* 13. Februar 1949 in Chicago, Illinois) ist ein amerikanischer Bluesmusiker (Bluesharp, Gesang), Musikproduzent und Autor.

## Leben und Wirken
Chicago Beau war seit seinem zehnten Lebensjahr zunächst Steptänzer, der von Jimmy Payne ausgebildet wurde, und nahm bis zum 15. Lebensjahr an vielen Cabaret-Shows teil. Dann gab ihm Billy Boy Arnold Harmonika-Unterricht; seinen Künstlernamen erhielt er von Muddy Waters. Seitdem er 17 Jahre alt war, trat er in kleinen Clubs und in Lagern sowie als Straßenmusiker auf, nicht nur in seiner Heimatstadt, sondern auch in Neuenglandstaaten und in Kanada, um dann in Amsterdam und in Paris zu arbeiten. In Paris begegnete er Archie Shepp, der ihn mit einem weiteren Mundharmonikaspieler, seinem Vetter Julio Finn, an den Aufnahmen seines Creativ-Jazz-Klassikers Blasé , des Albums Pitchin Can und eines weiteren Albums mit Philly Joe Jones und Anthony Braxton beteiligte. Kurz darauf zog ihn auch das Art Ensemble of Chicago zu Auftritten und Aufnahmen (Certain Blacks, 1970) heran, für die er auch komponierte.
In den nächsten Jahrzehnten nahm Chicago Beau mit eigenen Bands, aber auch mit seinem Lehrer Billy Boy Arnold und mit Cal Massey, Pinetop Perkins, Fontella Bass, James Carter, Frank Zappa, Sunnyland Slim, Famoudou Don Moye sowie mit dem südafrikanischen  Amakhono We Sinto Choir auf. In den 1990er Jahren war er mit seiner eigenen Gruppe, aber auch mit dem Art Ensemble of Chicago auf Europatournee. 2013 trat er mit seiner Band in Burghausen auf (TV-Mitschnitt).
Als Musikproduzent nahm er in Chicago Musiker wie Junior Wells, Valerie Wellington, Billy Branch, Willie Kent, Deitra Farr oder Tommy McCracken auf. 1988 gründete er den Verlag Literati Internazionale, der sich dem Schreiben über Blues und Jazz sowie dem Multikulturalismus widmete und neben Büchern auch Zeitschriften veröffentlichte. Er verfasste vier Bücher.
Chicago Beau erhielt den Clio Award für seine Musik, die Anfang der 1990er Jahre in der Kabelfernseh-Kampagne der Chicago Bulls verwendet wurde.

## Bücher
- Great Black Music: The Art Ensemble of Chicago. Rom 1988 (2. Auflage als Art Ensemble of Chicago: Great Black Music – Ancient to the Future, L. T. Beauchamp Publishing, Kansas City, Missouri, 2024)
- Blues Stories
- Blues Speak: Best of the Original Chicago Blues Annual (University of Illinois Press 2010)
- Too Much UnConvenience, L. T. Beauchamp Publishing, Kansas City, Missouri, 2017

## Diskografische Hinweise
- My Ancestors (GBW 004 1991)
- Bluesville Memories (1996)
- Having a Fit Over Your Love